# 24149 Raghavan
24149 Raghavan è un asteroide della fascia principale. Scoperto nel 1999, presenta un'orbita caratterizzata da un semiasse maggiore pari a 2,5863395 UA e da un'eccentricità di 0,1324812, inclinata di 4,59848° rispetto all'eclittica.